# Shiva Baby
Shiva Baby ist eine Filmkomödie von Emma Seligman aus dem Jahr 2020. Der Film feierte seine Premiere im März 2020 beim South by Southwest Festival. Wegen des Beginns der COVID-19-Pandemie wurde der Film dabei nicht öffentlich gezeigt.

## Handlung
Danielle hat Sex mit Max, wobei sie dies als Sexdienstleistung anbietet. Aufgrund einer Sprachnachricht ihrer Mutter geht sie danach auf eine Schiv’a mit ihren Eltern, Joel und Debbie. Dort trifft sie zu Beginn ihre Exfreundin Maya. Maya wird anfangen Rechtswissenschaften zu studieren und stößt damit in der Familie auf Anerkennung. Danielle hat mit ihren Eltern dagegen eine Vertuschungsgeschichte abgesprochen, was ihre berufliche Zukunft angeht, weil sie ohne klare Ziele ständigem Rechtfertigungsdruck unterliegt. Nebenberuflich sei sie Babysitterin, wovon sogar ihre Eltern ausgehen.
Geschockt sieht Danielle, dass auch Max zur Schiv’a gekommen ist. Er ist ein ehemaliger Arbeitskollege von Joel. Danielle nimmt es zusätzlich mit, dass Max mit Kim verheiratet ist und ein Kind hat. Im Badezimmer macht Danielle oberkörperfreie Bilder von sich, die sie Max schickt. Beim Verlassen des Badezimmers vergisst sie ihr Handy darin. Um der unangenehmen Situation zu entkommen, bietet sie an, Erbrochenes in einem Nebenzimmer aufzuwischen. Maya folgt ihr und sie können das erste Mal in Ruhe miteinander reden.
Bei einem Gespräch zwischen Danielle, ihren Eltern, Max und Kim, verschüttet Max Kaffee über Danielle. Deswegen kann sich Danielle mit ihrer Mutter kurz zurückziehen. Danach sieht Danielle, dass Max ins erste Obergeschoss auf die Toilette geht. Sie folgt ihm und will ihm einen Blowjob geben. Max verweigert dies allerdings. Danielle geht aufgebracht nach draußen und trifft dabei auf Maya, die raucht. Sie geben zu, dass sie sich gegenseitig vermissen und es kommt zu einem kurzen Kuss. Kurz darauf findet Maya das Handy von Danielle und sieht die Benachrichtigungen einer sugar baby app. Verdutzt merkt Danielle, dass Maya plötzlich kalt zu ihr ist. Maya erzählt dann von ihrer Entdeckung. Danielle ist zunehmend verunsichert und schwankt zwischen der Suche ihres Handys und der Navigation durch die Trauerfeier mit ihrer Familie.
Als allgemein die Entscheidung getroffen wird, die Schiv’a zu verlassen, gibt Kim Danielle ihr Handy. Dabei versucht Kim Danielle zu zwingen das Baby zu halten. Als Max dazu kommt und sich einmischt, stößt er Danielle, die gegen einen Tisch mit einer Vase fällt. Danielle versucht die Unordnung aufzuräumen und erleidet dabei einen Nervenzusammenbruch. Maya und Debbie kümmern sich um Danielle. Joel überredet alle, die gehen wollen, dazu, von ihm in seinem Kleinbus gefahren zu werden. Die Unterbringung aller stellt sich als logistische Herausforderung dar. Danielle und Maya sitzen ganz hinten im Auto, halten liebevoll Händchen und lächeln einander an.

## Hintergrund
Für Emma Seligman war es der erste Film in Spielfilmlänge. Der Film basiert auf dem gleichnamigen Kurzfilm mit derselben Hauptdarstellerin, den sie im Rahmen ihres Filmstudiums gedreht hat.
Die Dreharbeiten fanden an insgesamt 16 Tagen statt, wobei nur an zwei Tagen alle sechs Schauspieler der Hauptfiguren gleichzeitig anwesend waren. Eine große Herausforderung war deshalb die Bewerkstelligung der Continuity. Die Kameraperspektiven mussten sehr genau geplant werden, da die Dreharbeiten stark auf die Terminpläne der Schauspieler angepasst werden mussten. Dafür beschäftigte sich Emma Seligmann vorab lange mit den Räumlichkeiten und baute ein Modell mit Klemmbausteinen von dem Erdgeschoss des Gebäudes. Daneben war die größte Herausforderung das schreiende Baby. Im Drehbuch war nicht vorgesehen, dass es schreit. Da das Baby am Set schrie, musste Emma Seligman das Drehbuch entsprechend anpassen und für den Dreh improvisieren.
Für Deutschland hat MUBI die Rechte an dem Film erworben. Am 11. Juni 2021 erschien der Film auf der Streamingplattform von MUBI. Das Datum wurde gewählt, um ein Zeichen in der Pride Month zu setzen. Dabei wird er als "Ein MUBI-Release" vermarktet. Bis August 2021 war der Film der meistgesehnste Film auf MUBI im Jahr 2021.

## Kritiken
Generell erhielt der Film fast ausschließlich positive Kritiken. Dabei wurden vor allem der Humor, die schauspielerischen Leistungen und Einsichten durch den Film hervorgehoben.
Anke Sterneborg fasst ihre Begeisterung für den Film in der Süddeutschen Zeitung wie folgt zusammen: „Alles in allem keine weltbewegenden Ereignisse, aber jeder Satz und jedes Bild sitzt.“ Auch inhaltlich soll der Film überzeugen: „Jede kleine Geste, jede abgebrochene Bemerkung, jeder panische Blick erzählt von einer Gesellschaft, in der Frauen allzeit vermessen und beurteilt, infrage gestellt und gedemütigt werden.“ Jenni Zylka lobt in Die Tageszeitung die thematische Vielschichtigkeit: „Beiläufig, aber detailgetreu integriert Seligman Themen wie Judentum, Familie und Bisexualität (obwohl Danielles Eltern in sämtlichen Bereichen offener reagieren als viele andere ihrer Generation) und lässt ihre Heldin konsequent am Rande des Zusammenbruchs balancieren.“ Vor allem die Qualität der Darstellung von Bisexualität und dem jugendlichen Judentum wurden gelobt.
Auch die Charaktere und die entsprechende schauspielerische Leistung wurde gewürdigt. Vor allem die Schauspielleistung der Hauptdarstellerin Rachel Sennott wurde gepriesen. Aber auch das Zusammenspiel der Charaktere würde genau das Level an passiver Aggressivität zeigen, welches man in solch einer unangenehmen Situation erwarten würde, in der alle nur mit sich selbst beschäftigt sind. Emma Seligman schaffe es mit ihren filmischen Mitteln einen klaustrophobischen Effekt zu erzeugen, der furchterregender sei als ein Horrorfilm.
Gelegentlich wurde der Film als chaotisch und unfokussiert bezeichnet.